# Valentine Cameron Prinsep

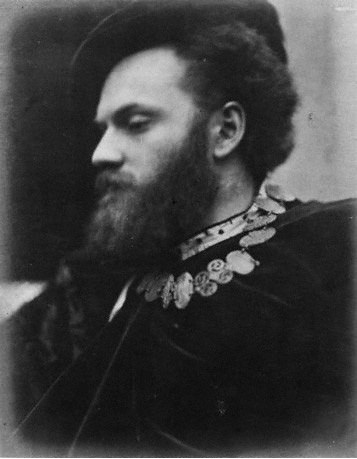
Portret van Prinsep, foto door David Wilkie Wynfield, jaren 1860, National Portrait Gallery, Londen

Valentine Cameron Prinsep, ook wel bekend als Val Prinsep, (Calcutta, India, 14 februari 1838 – Londen, 4 november 1904) was een Brits kunstschilder, geassocieerd met de prerafaëlitische school.

## Leven en werk
Prinsep werd geboren als zoon van een hoge regeringsfunctionaris te India. Hij groeide op in een kunstzinnige familie. Beide ouders begonnen in Calcutta een artiestensociëteit. Zijn moeder Sarah was de zus van fotografe Julia Margaret Cameron en later grootmoeder van Virginia Woolf.
Terug in Europa ging Prinsep een tijd lang in de leer bij Charles Gleyre, te Parijs. Eenmaal gevestigd in Engeland raakte hij verzeild in prerafaëlitische kringen en sloot vriendschap met George Frederic Watts, John Everett Millais en Edward Burne-Jones, met welke laatste hij een reis maakte naar Italië. Met Rossetti werkte hij samen aan de decoratie van de hal van Oxford Union. Lange tijd gaf hij les aan het 'Working Men's College'.
Prinsep exposeerde voor de eerste keer aan de Royal Academy in 1862 met het portret Bianca Capella, waarmee hij direct succes had. Hij zou er vervolgens nog diverse malen exposeren met werken in de prerafaëlitische stijl. In 1877 trok hij de aandacht met een enorm schilderij van de Delhi Durbar, geschilderd na een reis naar India en vervolgens aangekocht voor Buckingham Palace.
Prinsep was ook schrijver van twee toneelstukken en twee romans. Naar verluidt had Kate Dickens, tijdens haar huwelijk met Charles Allston Collins, een verhouding met hem. Prinsep huwde in 1884 met Florence Richards Reylands, de dochter van een rijke industrieel en kunstverzamelaar. In 1894 werd hij lid van de Royal Academy. Hij overleed op 66-jarige leeftijd te Londen.

## Galerij

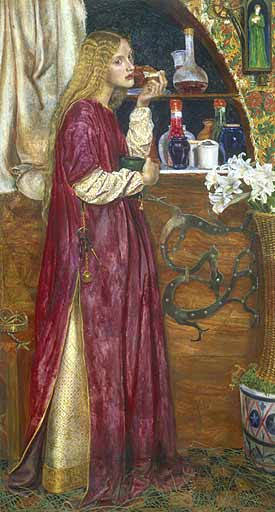
The Queen was in the Parlour, 1860
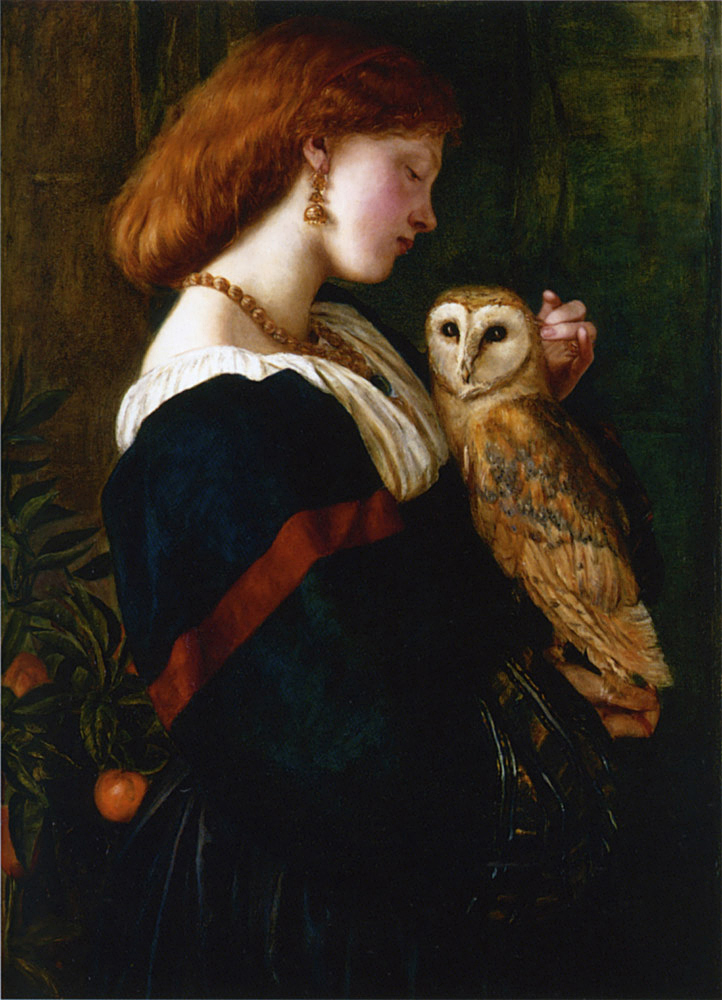
Il Barbagianni (de uil), 1863
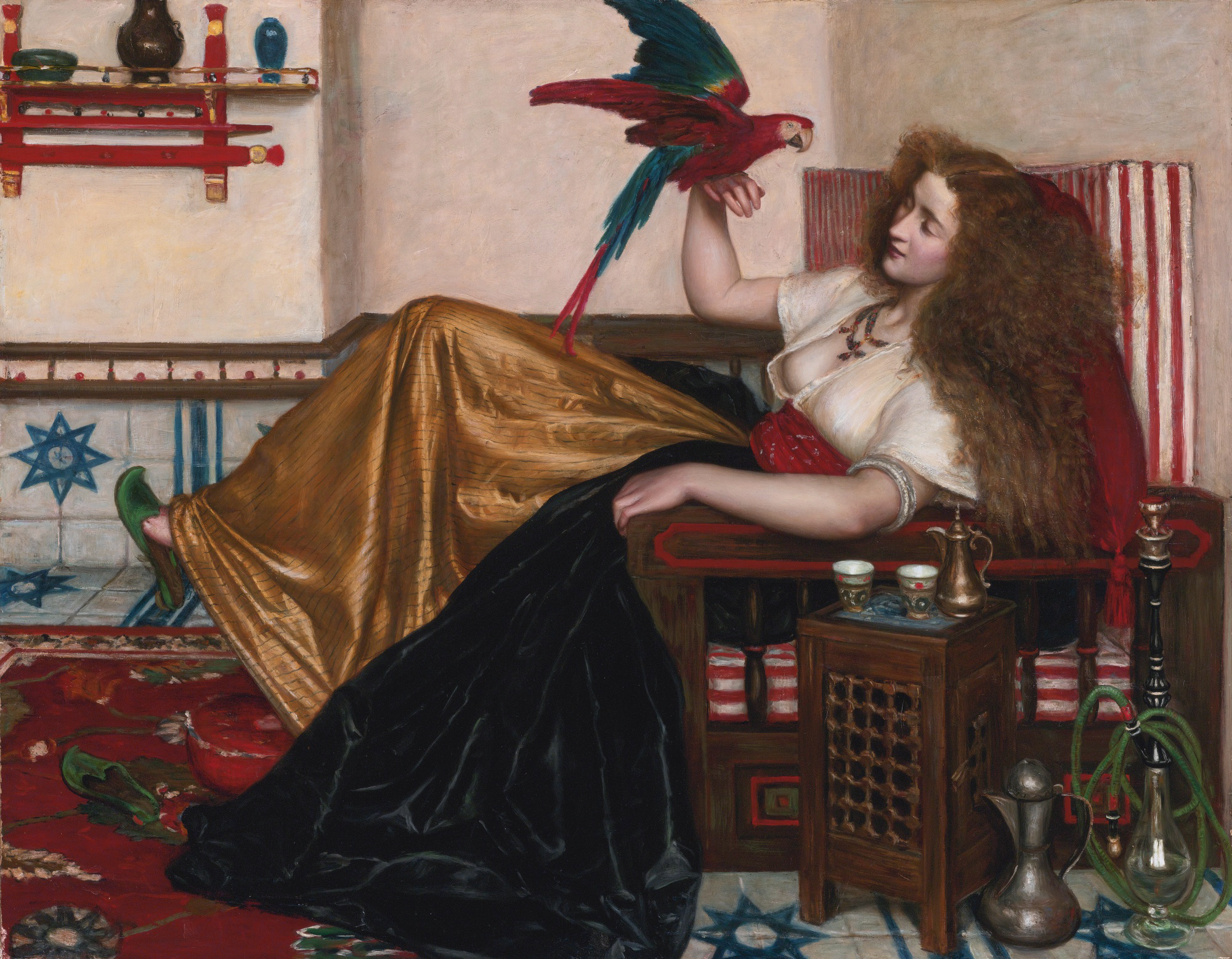
Reclining Woman with a Parrot, 1865
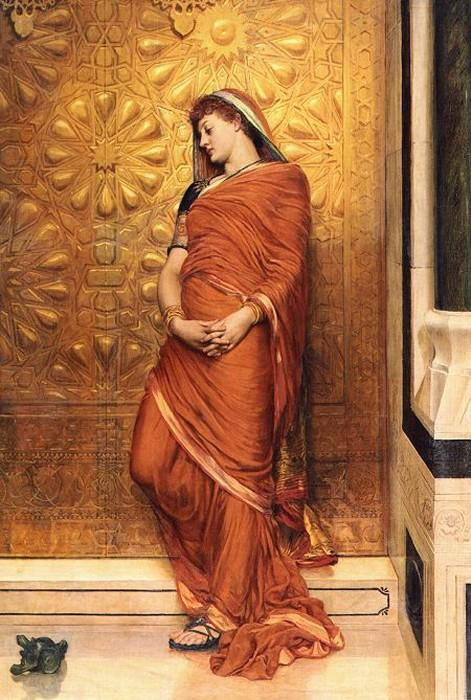
At the Golden Gate, 1882 (?), Manchester Art Gallery
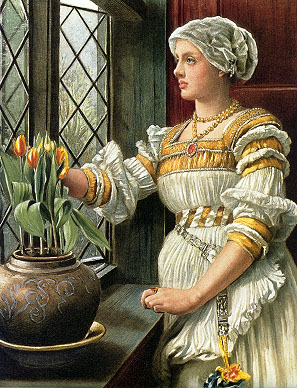
Mariana, 1888
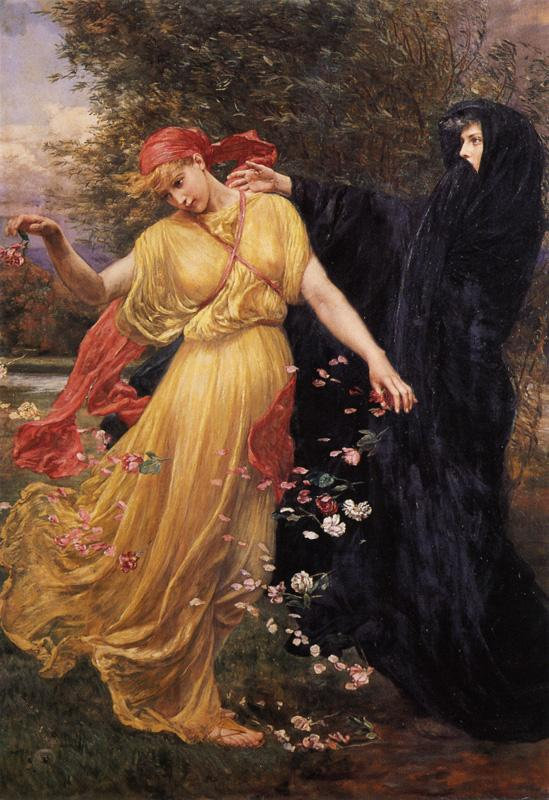
At the First Touch of Winter Summer Fades Away, 1897 (?), Gallery Oldham, Oldham
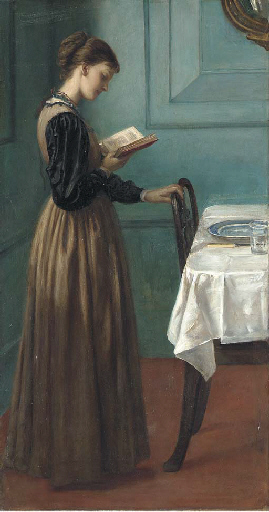
Study of a Girl Reading
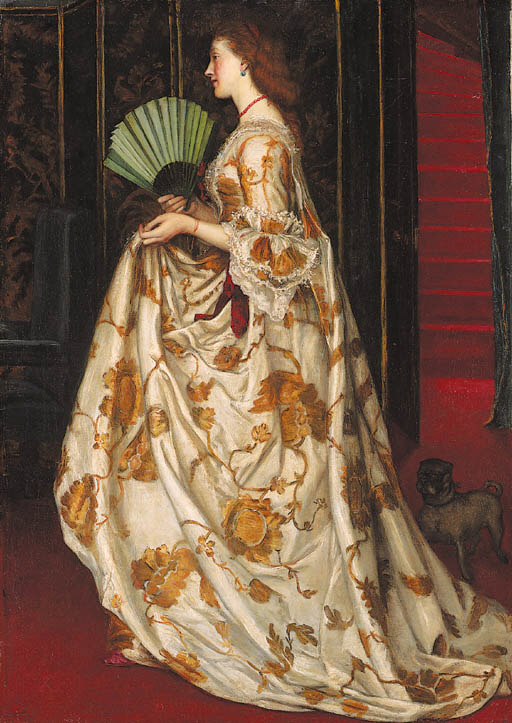
My Lady Betty
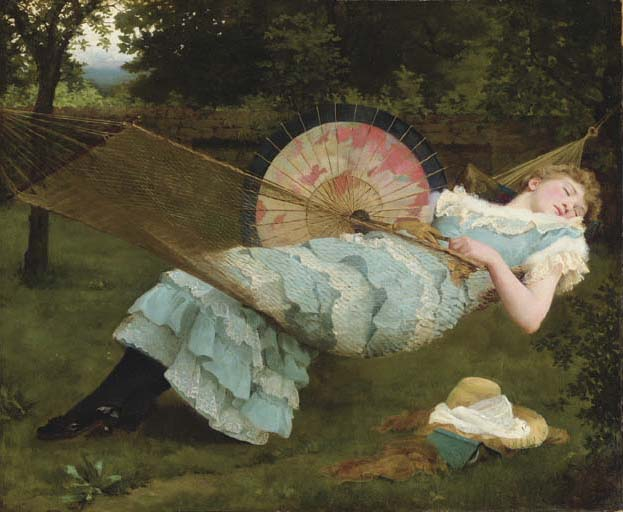
Sweet Repose
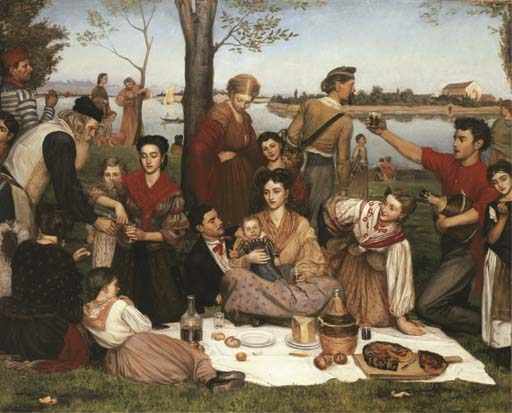
La Festa di Lido